# Fred Sinowatz

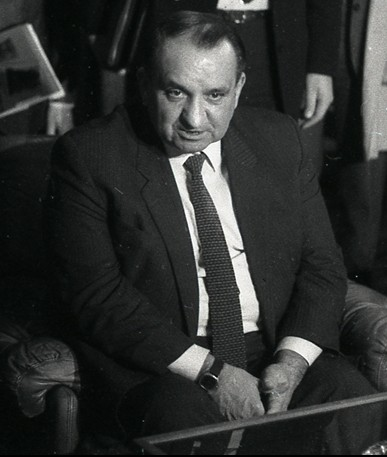
Fred Sinowatz

Fred Sinowatz (Neufeld an der Leitha, 5 februari 1929 - Wenen, 11 augustus 2008) was een sociaaldemocratische Oostenrijkse staatsman die diverse politieke posten heeft bekleed, onder meer die van bondskanselier van 1983 tot 1986. Ook was hij jarenlang afgevaardigde in het parlement en minister. Hij was lid van de SPÖ.

## Achtergrond
Sinowatz was afkomstig uit de Kroatische minderheid in Burgenland, een tegen de grens met Hongarije gelegen streek waar hij zijn hele leven is blijven wonen. Aan de Universiteit van Wenen studeerde hij geschiedenis, Duitse taal en letterkunde en communicatiewetenschappen. In 1953 promoveerde hij in de geschiedenis op het proefschrift Protestantismus und katholische Gegenreformation in der Grafschaft Forchtenstein und Herrschaft Eisenstadt. Ein Beitrag zur burgenländischen Landes-, Orts- und Kirchengeschichte. Na zijn studie vond hij een ambtelijke betrekking bij het Bundesland Burgenland die hij in 1956 verwisselde voor een betrekking bij de bibliotheek van het archief van de deelstaat. Ook werd hij in die periode politiek actief.
In 1957 kreeg hij zijn eerste politieke functie te vervullen doordat hij in de gemeenteraad van Neufeld an der Leitha werd verkozen. In 1961 werd hij ook in de Landtag van Burgenland verkozen, werd een paar jaar later voorzitter hiervan en kwam in 1966 op de post cultuur in de Landesregierung van Burgenland terecht.

## Afgevaardigde en minister
Op 4 november 1971 kwam hij zowel in de Nationale Raad (het Oostenrijkse lagerhuis) als werd hij als minister voor onderwijs en cultuur in de regering van bondskanselier Bruno Kreisky opgenomen. Hij bekleedde deze post tot 24 mei 1983. Sinowatz streefde ernaar de toegang tot het onderwijs voor ieder kind toegankelijk te maken. Om dit doel te bereiken werden onder andere het schoolvervoer en de schoolboeken gratis, werden er nieuwe schooltypen ingevoerd en werd het schoolwezen gedemocratiseerd. Dankzij hem werd in 1974 een onderwijsvernieuwende wet doorgevoerd, het Schulunterrichtsgesetz.

## Bondskanselierschap
Nadat vicebondskanselier Hannes Androsch in 1981 was opgestapt, viel deze post Sinowatz ten deel. Erg gespind was hij hier niet op en hij maakte dan ook duidelijk dat hij niet van plan was om ook eventueel bondskanselier te worden. Het liep anders dan hij had gedacht. In 1983 verloor de SPÖ bij de parlementsverkiezingen haar meerderheid, waarna Kreisky het bondskanselierschap neerlegde en Sinowatz hem op 24 mei 1983 toch opvolgde. Deze zag zich genoodzaakt met de rechtse FPÖ een coalitie aan te gaan om over een meerderheid in het parlement te kunnen beschikken.
De regering-Sinowatz moest het hoofd bieden aan allerlei sociaal-economische problemen, zoals het oplopende begrotingstekort. Om deze te bedwingen, werden de belastingen verhoogd. De verlieslijdende staatsbedrijven wist de regering niet te saneren.
Zijn regering kreeg ook andere tegenslagen te verduren, zoals een wijnschandaal (de antivries-affaire), de aankoop en stationering van Zweedse gevechtsvliegtuigen (de Saab J35 Draken), de begroeting door FPÖ-defensieminister Friedhelm Frischenschlager van SS-oorlogsmisdadiger Walter Reder op het vliegveld van Graz en de perikelen rondom de omstreden bouw van een waterkrachtcentrale bij Hainburg an der Donau.
Als partijleider kreeg Sinowatz ook met problemen binnen zijn partij te maken, zoals met een aanvaring tussen twee belangrijke partijleden en de beschuldiging van minister van financiën Karl Sekanina dat deze geld zou hebben verduisterd.
De verkiezingen voor het bondspresidentschap in 1986 verliepen zeer emotioneel. Sinowatz kantte zich vanwege diens oorlogsverleden fel tegen Kurt Waldheim, de kandidaat van de ÖVP. SPÖ-kandidaat Kurt Steyrer moest het echter tegen hem afleggen en Waldheim werd tot bondspresident verkozen. Dit was voor Sinowatz onaanvaardbaar, op 16 juni 1986 legde hij het bondskanselierschap neer. Partijgenoot Franz Vranitzky, minister van financiën, werd door hem voorgedragen om de nieuwe bondskanselier te worden. Ook minister van buitenlandse zaken Leopold Gratz trad af.

## Laatste jaren
Sinowatz bleef nog wel partijvoorzitter en werd ook opnieuw lid van de Nationalrat, tot hij zich in 1988 uit het politieke leven terugtrok. Na zijn pensionering kreeg hij met een aantal rechtszaken te maken, zoals een valse verklaring inzake de Waldheim-affaire en problemen rond de Norikum-affaire.
In 1995 overleed zijn vrouw, hetgeen hem zwaar trof. Fred Sinowatz sleet zijn laatste dagen met geschiedenisstudie. Hij overleed zelf in de zomer van 2008 op 79-jarige leeftijd.

## Overzicht politieke loopbaan
Op plaatselijk niveau (Neufeld an der Leitha)
- 1957-1969 lid van de gemeenteraad

Op deelstaatniveau (Burgenland)
- 1961-1978 partijsecretaris
- 1961-1966 lid van de Landtag (deelstaatparlement)
- 1964-1966 voorzitter van de Landtag
- 1966-1971 Landesrat voor cultuur in de Landesregierung
- 1978-1978 plaatsvervangend partijvoorzitter

Op bondsstaatniveau
- 1971-1983 minister voor onderwijs en cultuur
- 1971-1983 lid van de Nationale Raad (lagerhuis)
- 1981-1988 lid van het partijpresidium
- 1981-1983 plaatsvervangend partijvoorzitter
- 1983-1988 partijvoorzitter
- 1981-1983 vicebondskanselier
- 1983-1986 bondskanselier
- 1986-1988 lid van de Nationalrat